# Kennedy-féldolláros
A Kennedy-féldolláros érmét 1964-ben verte először az Egyesült Államok Pénzverdéje. Az érmekibocsátás célja John Fitzgerald Kennedy egykori amerikai elnökre való megemlékezés volt, melyet a kongresszus hagyott jóvá alig egy hónappal Kennedy halálát követően. Az éremművész Gilroy Roberts és Frank Gasparro már korábban, más célra elkészült munkái miatt az érmék mintája hamar elkészült, így az új érmék verése 1964 januárjában megkezdődhetett.
Az érmék 1964 áprilisában kerültek forgalomba, majd hamar el is tűntek a gyűjtők és felvásárlók jóvoltából. Bár a pénzverde növelte az előállítást, a címlet mégsem forgott a pénzforgalomban. Az ezüst értékének folyamatos növekedése miatt a felvásárlás is nőtt, a korai Kennedy-féldollárosok jelentős részét beolvaszthatták ezüsttartalmuk miatt. Az 1965-ös dátumú érméktől kezdődően azok ezüsttartalmát csökkentették  90%-ról 40%-ra. Ezzel a módosítással az érme iránti érdeklődést már nem sikerült visszaállítani a korábbira. 1971-ben az ezüsttartalmat teljesen kivonták az érmékből.
Az Egyesült Államok függetlenségének 200. évfordulójának alkalmából speciális hátlappal vertek új féldollárosokat 1975-ben és 1976-ban. A kereskedelmi forgalmú érmék mellett 1992-ben különleges ezüst burkolatú gyűjtői példányokat is vertek az évfordulóra, ezüstérme készlet volt, melyben tízcentes, negyed és féldolláros érméket 90% ezüstből verték. Bár napjainkban bőséges mennyiségű féldolláros érme van, a forgalomban lévő számuk korlátozott. 2002 óta a Kennedy fél dollárt csak az érmegyűjtők számára verték és kizárólag a pénzverdén keresztül lehet hozzájutni.

## Kezdetek
1963. november 22-én órákkal Kennedy elnök meggyilkolását követően a pénzverde vezetője, Eva Adams felhívta a fővésnök Gilroy Robertset a javaslattal, hogy Kennedyt ábrázolják az egyik legnagyobb ezüstérmén: vagy az ezüstdolláron, a féldollároson vagy a negyed dolláron. Adamas november 27-én ismét felhívta Robertset és engedélyezte a munkát, mondván, hogy Kennedy özvegye a féldollároson való arcképet preferálta a korábban használt Benjamin Franklin képmásával ellátott féldolláros helyett. Jacqueline Kennedy indoka az volt, hogy a negyeddollároson látható George Washington képét nem cseréltetné le.
Mivel az új érme verését 1964 januárjára tervezték, Roberts módosította Kennedy egy már meglévő mellképét, melyet korábban egy elnöki medálsorozathoz készített el. Közben Frank Gasparro az ugyanezen medálhoz elkészült tervét módosította a hátlaphoz. Mindkettejük munkáját elfogadta a Kennedy család. Miután a mintadarabokat (próbaveret?) elkészítették, Jacqueline és Robert F. Kennedyt elhívták, hogy megtekintsék azokat. Mrs. Kennedy megfelelőnek találta a terveket, bár a haj kialakításán kisebb módosítást javasolt. Szintén felmerült, hogy a profilkép helyett az elnök teljes vagy fél alakját ábrázolják, de Roberts szerint az idő szorítása miatt nem lett volna elég idejük egy teljesen új terv kidolgozására, illetve úgy vélte, a bal oldali profil sokkal előnyösebb megjelenést mutat.
Az Egyesült Államokban a kongresszus jóváhagyására volt szükség bármi ilyen változásra az elmúlt 25 évben. December elején Henry Gonzalez demokrata képviselő törvényjavaslatot terjesztett elő, hogy Kennedy jelenhessen meg a féldolláros érmén. December 10-én az új elnök, Lyndon B. Johnson jóváhagyta azt, és felkérte a kongresszust, hogy azonnal iktassák törvénybe, hogy az új érmék verése 1964 elején megkezdődhessen. Johnson elnök állítása szerint számos levélben sürgette őt a nyilvánosság, hogy elfogadja a terveket. A törvényt 1963. december 30-án elfogadták, a munkálatok pedig már folyamatban is voltak. A korábban elkészült tervek felhasználásával már 1964. január 2-ára elkészülhettek az első veretek. Csak a proof érméket kezdték azonnal verni, az első, forgalomba szánt Kennedy-féldollárosokat 1964. január 30-án a denveri, majd következő héten a philadelphiai pénzverdében kezdték verni. Az ünnepélyes első munkálatokat 1964. február 11-én tartották mindkét helyszínen.

## Forgalomba hozatal

### Kezdeti népszerűség

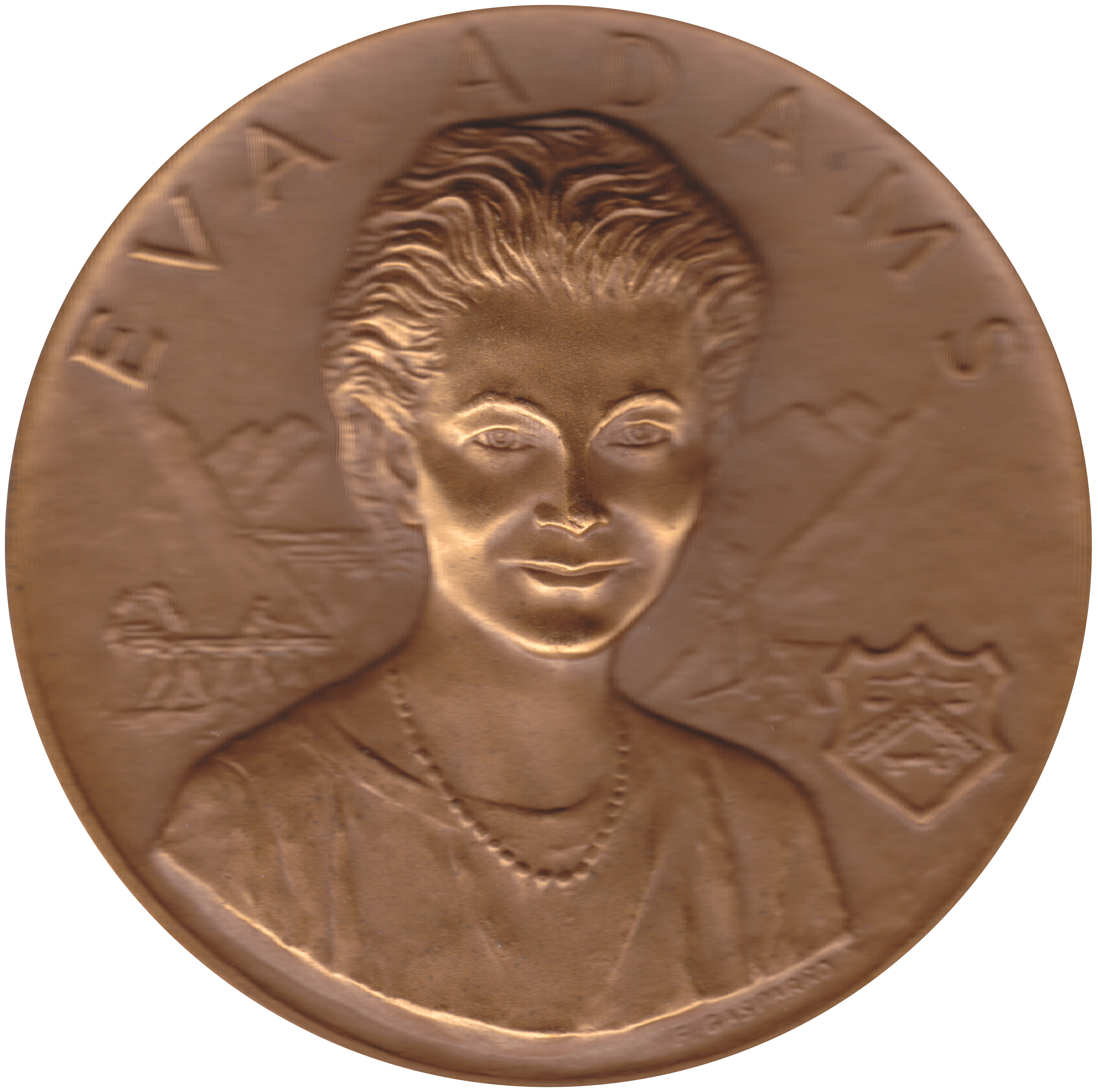
A medálon látható Eva Adamsnak, a pénzverde igazgatójának (Gasparro alkotása) jelentős szerepe volt a Kennedy-féldolláros létrejöttében

Az Egyesült Államok Kincstára 1964. március 24-től tette az érmét elérhetővé a nyilvánosság számára. Hosszú sorok várakoztak Washingtonban az épület előtt, hogy a hozzájuthassanak a 70 000 érme egyikéhez. Bár a kincstár személyenként maximum 40 érmét akart kiadni, a nap végére a készlet elfogyott, a várakozó sor viszont nem csökkent. Boston és Philadelphia bankjai igyekeztek gyorsan gondoskodni a készletről, mégis délre elfogyott mind. New Yorkban csak másnap kezdték az árusítást, ahol szintén csak fokozatosan adagolva adták el az érméket, amit a város legnagyobb értékesítője, a Gimbels áruház érmeértékesítési osztályának vezetője nagy elégedetlenséggel fogadott, mivel a pénzérméket felárral akarta eladni.
Az érmék az Egyesült Államokon kívül is népszerűnek bizonyultak. G. Mennen Williams, az USA afrikai ügyekkel foglalkozó államtitkára műanyag tokba burkolt mintapéldányokat juttatott el az afrikai országok elnökeinek és külügyminisztereinek, illetve az amerikai nagykövetségnek. Röviddel az érmék forgalomba hozatalát követően a denveri pénzverdéhez több reklamáció érkezett amiatt, hogy Kennedy arcképe alatt sarló és kalapács látható. Gilroy Roberts válaszul azt állította, a kérdéses részlet valójában az ő monogramja, a G és R betűk stilizált ábrája (csak a korai érméken látható).
A pénzverde hatalmas mennyiségben gyártotta a Kennedy-féldolláros érméket, hogy az óriási érdeklődésnek eleget tegyen. A kincstár 91 millió darab gyártását tervezte 1964-ben, de a számuk végül elérte a 141 milliót. Azonban a nagyobb példányszám bejelentésének hatására sem került több érme ténylegesen forgalomba és a piaci áruk sem csökkent. November végére összesen 160 millió darab féldolláros készült, ám még mindig nem jelent meg a pénzforgalomban. Az ezüst ára emelkedett, és számos érmét olvasztottak be ezüsttartalma miatt. Remélve az érmékkel való spekuláció csökkenését, a kincstár kérelmezte és meg is kapta az engedélyt a kongresszustól, hogy 1965-ben is 1964-es évszámmal ellátott érméket készítsenek. Végül összesen mintegy 430 millió darab 1964-es évjáratú Kennedy-féldolláros készült, ami jóval több, mint a korábbi Franklin-féldollárosok pénzforgalomba vert összmennyisége.
A Kennedy-érmék ilyen mennyiségű gyártása gyorsan kiürítette a kincstár ezüstkészletét. Az ezüst ára olyan mértékben megemelkedett, hogy június elejére egy tízcentes 9,33 cent piaci értékű ezüstöt tartalmazott. 1965. június 3-án Johnson elnök bejelentette azon tervét, hogy kivonják az ezüstöt a tízcentes és negyed dolláros érméből, helyette réz-nikkel ötvözetet használtak fel. A Kennedy-féldolláros korábbi 90%-os ezüsttartalmát 40%-osra csökkentették. A kongresszus júliusban jóváhagyta az 1965-ös pénzverésről szóló törvényt (Coinage Act). Az új féldolláros érméket már csökkentett ezüsttartalommal verték. Az érme így egy 80%-os ezüst és 20%-os réz külső borítást kapott, belső magja pedig 21% ezüstből és 79% rézből készült. Az első ilyen érméket 1965. december 30-án verték a denveri pénzverdében, rajtuk 1965-ös évjárat szerepelt, melyet nem is módosítottak egészen addig, míg az érmehiány nem enyhült. 1966. augusztus 1-jén kezdett a pénzverde 1966-os dátummal ellátott érméket verni, ezután már a szokásos gyakorlat szerint minden érmén a gyártásának éve (verési évszám) szerepelt. Az érmehiány megszűnésének bejelentése ellenére, a Kennedy-féldollárosok továbbra is alig voltak megtalálhatóak a pénzforgalomban, ritkaságának oka a folyamatos felhalmozás és a gyártás csökkenése volt, valamint az, hogy a kincstár vonakodott többet felhasználni a nemzeti ezüstkészletből egy olyan érme kedvéért, ami nem is jelenik meg a forgalomban. Az érmekereskedő és numizmatikai író, Q. David Bowers szerint
...hogy hova tűnt el a több százmillió érme, máig rejtély. Eközben a Washington-negyeddolláros, mely 1932 óta ugyanúgy néz ki, a birodalom legnagyobb értékű érméjévé vált, a forgalomban való használatát tekintve. Különösen népszerű volt a büfé-automaták, játéktermi játékok és hasonlók miatt. Ma is ugyanez a helyzet, és a Kennedy-féldollárosokkal, akárcsak a későbbi minidolláros érmékkel, szinte sosem találkozhatunk.

### Váltás ezüstről fémérmére
1969 májusában a Kincstár jóváhagyást kér a féldolláros érme ezüsttartalmának megszüntetésére, és a tízcentes és negyeddolláros érmékhez hasonló réz-nikkel ötvözetre cserélésre. Engedélyt kértek továbbá közönséges fém dollár verésére, mely a nyugati játéktermek érmeigényét kielégítené. Dwight D. Eisenhower elnök akkoriban hunyt el, és felmerült képmásának feltüntetése a dolláron. A Kincstár remélte, hogy az ezüsttartalom kivonásával az érmék felhalmozása megszűnne és bekerülnének a kereskedelmi forgalomba. Richard Nixon elnök támogatása ellenére néhány republikánus képviselő kezdetben támadta a javaslatot, mivel nem tetszett nekik az ötlet, hogy Eisenhower képe jelenleg meg a fémérméken. A vita több mint egy éven át húzódott, mire Nixon aláírta végül 1970. december 31-én. A késlekedés következtében 1970-ben csak Denverben és csupán érmekészletek részeként vertek féldollárosokat.
Mire a Kennedy-féldolláros érmék ezüsttartalma megszűnt, olyan hosszú ideje volt forgalmon kívül, hogy a bankok már eltávolították gépeikből ennek a címletnek a helyét. A pénzverde siettette a címlet visszatérését, de 1971 júliusában a pénzverde igazgatója, Mary Brooks közzétette, hogy a Kincstár 200 millió darab fém féldolláros érmével rendelkezik már, mivel a kereskedelmi bankok nem mutattak túl nagy érdeklődést iránta. Brooks szerint a több mint egy milliárd darab ezüstöt is tartalmazó Kennedy-féldolláros jelentős részét halmozta fel a lakosság. Az igazgató úgy vélte, hogy mivel a féldolláros érmék sosem forogtak igazán a forgalomban és csak kevesebb darabot vertek 1970-ben a várható ezüstkivonás miatt, a nyilvánosság megszokta, hogy a kereskedelemben nem találkozik a Kennedy-féldollárosokkal.

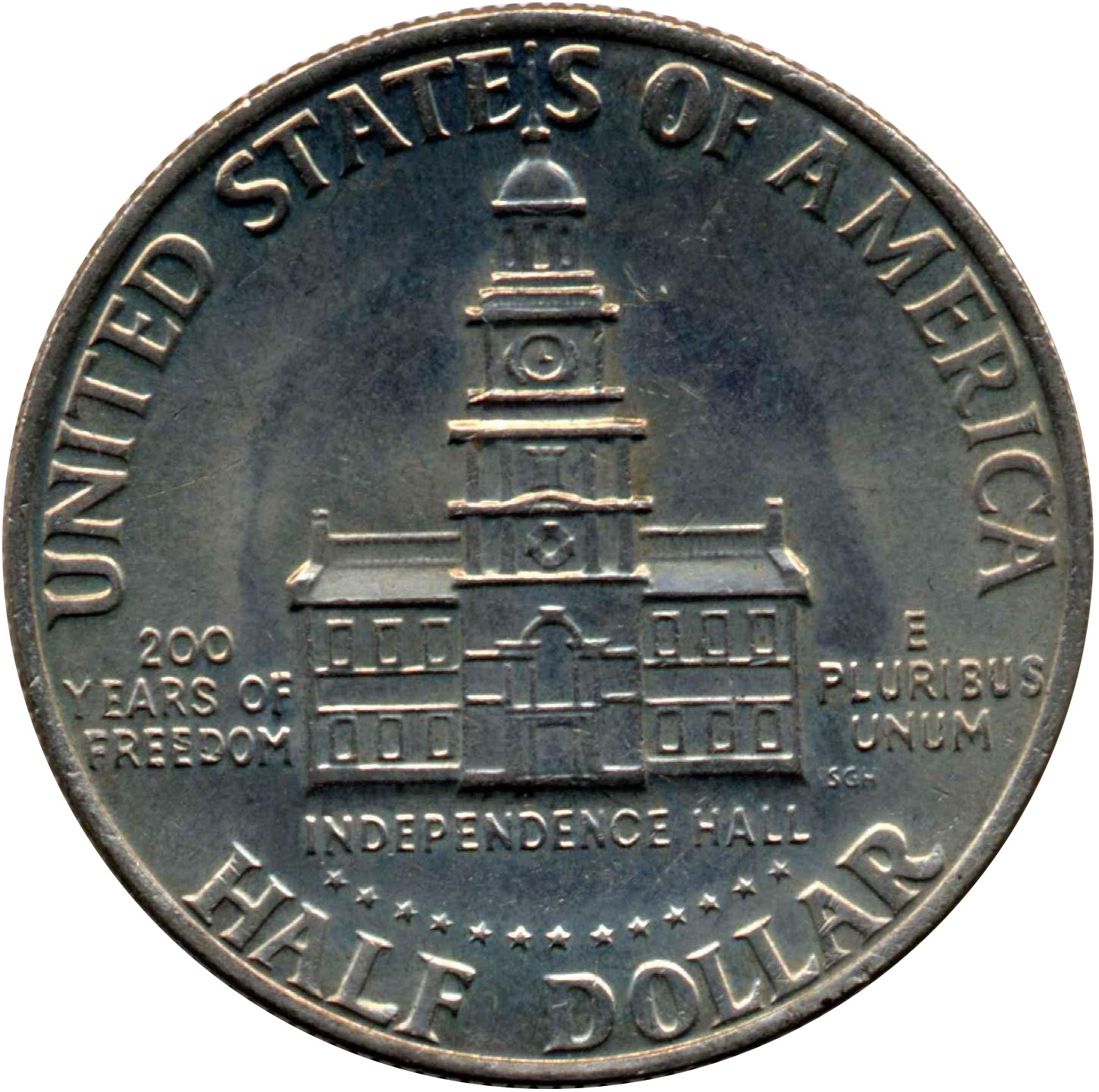
Seth G. Huntington munkája az 1776–1976-os bicentenáriumi féldolláros hátlapján

1973. március 5-én Brooks bejelentette, hogy a pénzverde új hátlappal készít féldolláros és egydolláros érméket az államok 200 éves évfordulójára. Október 18-án Nixon elnök aláírta a törvényt, melyben negyed-, fél- és egydolláros érmék új hátlap-tervezete szerepelt. A pénzverde nyílt versenyt hirdetett az amerikai vésnökök körében. Seth G. Huntington tervében az Independence Hall épületét ábrázolta a féldolláros érme hátlapján. Minden féldolláros érme, melyeket 1975-ben és 1976-ban vertek tartalmazta az 1776–1976-os dátumot az előlapján, és Huntington tervét a hátlapján. Több mint 521 milliós darab bicentenáriumi érmét vertek a kereskedelmi forgalom számára.
1979-ben a pénzverde igazgatója, Stella B. Hackel javasolta, hogy a pénzverdének továbbra is ezeket az érméket kéne gyártania. „Nem igazán hisszük, hogy sok féldollárost használnának a kereskedelemben. Valahova máshova kerülnek ezek, úgyhogy valaki biztos akarja őket.” Addigra már több mint 2,5 milliárd darab Kennedy-féldolláros készült, több mint az összes korábbi féldollárosokból együttesen. A The New York Times érmeszakértő újságírója, Ed Reiter szerint a felhalmozás a fémre váltást követően is folytatódott, ami a kereskedelmi forgalomban való hiányt okozza. Az 1970-es évek végén számos Kennedy-érme pusztult el; a magas ezüst árak miatt nagy méreteket öltött a beolvasztás.
Az érmét továbbra is verték a 20. század hátralévő éveiben, a darabszámuk nagyjából kiegyenlített volt 1987-ig, addig, amíg mind a philadelphiai, mint a denveri pénzverde leállt a forgalom számára való gyártással. A Kincstár összegyűjtött két évnyi készletet belőle, szükségtelenné téve ezzel a további gyártást. A féldollárosok iránti igény csökkent, és a kaszinók, ahol korábban jellemzően használták őket, átálltak az ötven centes tokenek gyártására és használatára. 2002-ben végül a Kennedy-féldolláros érmék forgalmi célú előállítását megszüntették, napjainkban már csak közvetlenül a pénzverdétől lehet hozzájutni.

## Fordítás
Ez a szócikk részben vagy egészben  a   Kennedy half dollar című angol Wikipédia-szócikk ezen változatának fordításán alapul.  Az eredeti cikk szerkesztőit annak laptörténete sorolja fel. Ez a jelzés csupán a megfogalmazás eredetét és a szerzői jogokat jelzi, nem szolgál a cikkben szereplő információk forrásmegjelöléseként.